# Pałac Kowerskich
Pałac Kowerskich – zabytkowy pałac z XX wieku, który znajduje się w miejscowości Głuchów.

## Historia
Pierwotnie pałac został wybudowany dla rodziny Krzymuskich na początku XX wieku. W latach 30 tego samego wieku należał do rodziny Noskowskich, a potem do rodziny Kowerskich. Po wojnie majątek znacjonalizowano i przeznaczono na przedszkole oraz szkołę. Obecnie pałac należy do osoby prywatnej.

## Stan obecny
12 września 2011 roku podjęto się prac remontowych, aby przystosować pałac do pełnienia funkcji hotelowej, przed tą datą jego stan zachowania określany był na "dobry". Obiekt jest niedostępny, niewidoczny z większej odległości z powodu zakrywającego go częściowo zdewastowanego parku. 11 września 2013 roku doszło do pożaru pałacu, konstrukcja dachowa niemal doszczętnie spłonęła a sufit pierwszego piętra częściowo się zawalił.

## Opis architektury
Pałac z cegły, otynkowany, posadowiony na planie prostokąta, trzykondygnacyjny, z jedną kondygnacją podziemną (piwnica). Poddasze jest użytkowe, nakryte czterospadowym dachem o połaciach z blachy. Na elewacjach bocznych prostokątne przebudówki z dodatkowym wejściem i tarasem. Elewacja frontowa 9 osiowa z dwoma skrajnymi osiami w formie lekko wysuniętych przed lico ściany ryzalitów. Na osi środkowej parterowy przedsionek z wejściem głównym podtrzymujący taras pierwszego piętra z żeliwną balustradą. Na elewacji znajdującej się od strony ogrodowej umieszczono rozległy taras z wejściem od strony parku, a przed nią podjazd do budynku. Układ wnętrz jest dwutraktowy z sienią na osi,  a w niej schody prowadzące na piętro. Całość utrzymana w duchu neorenesansu z motywami rodzimymi. Motywami typowo polskimi jest attyka oraz szczyt wieńczący oś środkową o falistej linii. W wystroju elewacji umiejscowione są opaski okienne oraz gzymsy.
Na terenie obiektu znajduje się również drewniany młyn wodny z XIX wieku.